# 涅瓦低地

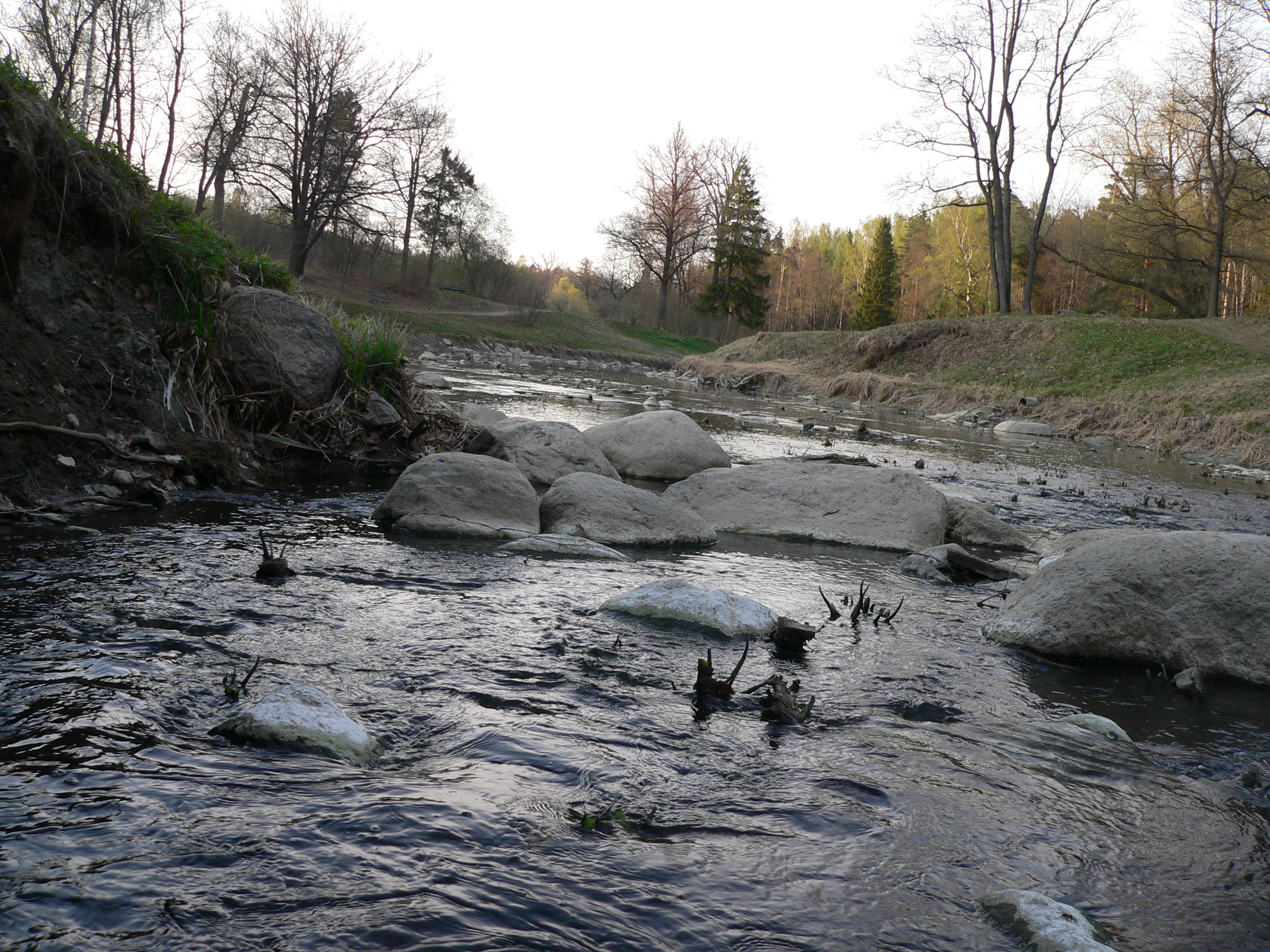

涅瓦低地是俄羅斯的低地，位於涅瓦河谷，由列寧格勒州負責管轄，大部分地區沒有植被，該地區蘊藏大量泥炭，城鎮有聖彼得堡和科爾皮諾。